# Pericoma volpina
Pericoma volpina és una espècie d'insecte dípter pertanyent a la família dels psicòdids que es troba a Europa: França i Espanya.